# Elle Macpherson
Elle Macpherson, pseudonimo di Eleanor Nancy Gow (Killara, 29 marzo 1964), è una supermodella, attrice e imprenditrice australiana, soprannominata The Body ("il corpo") per via delle sue misure.
Ha un patrimonio di circa 95 milioni di dollari.

## Biografia
Figlia del dirigente di una squadra di rugby di Sydney, Elle Macpherson è la più grande di quattro figli, tra cui una è l'attrice Mimi Macpherson. Nata con il cognome Gow, sceglie di utilizzare il cognome del secondo marito della madre.
Viene scoperta all'età di 17 anni da Francis Grill, con la quale firma per l'agenzia Click Model Management. Macpherson diventa celebre quando compare sulle copertine di Elle, sulla quale compare su ogni numero per sei anni consecutivi, Vogue, Cosmopolitan, Harper's Bazaar, InStyle, GQ, Tatler, Time, L'Officiel, Flare e Vanity Fair. In seguito la Macpherson apparirà anche sulla copertina di Sports Illustrated per ben cinque volte (1986, 1987, 1988, 1994 e 2006). Nel 1986 il Time le dedica una copertina, intitolandola "The Big Elle" (La grande Elle, in riferimento anche alle sue misure).
La Macpherson ha inoltre lavorato per Versace, Dior, Yves Saint Laurent, Valentino, Prada, Thierry Mugler, Azzedine Alaïa, Louis Vuitton, Nicole Miller, Donna Karan, John Galliano, Michael Kors, Calvin Klein, Ralph Lauren, Perry Ellis ed altri. È apparsa anche sulla nota rivista Playboy. Nel 2008, Elle Macpherson è stata ingaggiata come testimonial per la campagna pubblicitaria dell'azienda di cosmetici Revlon. È stata anche testimonial della Fiat in Gran Bretagna per il lancio della nuova 500C.

### Altre attività

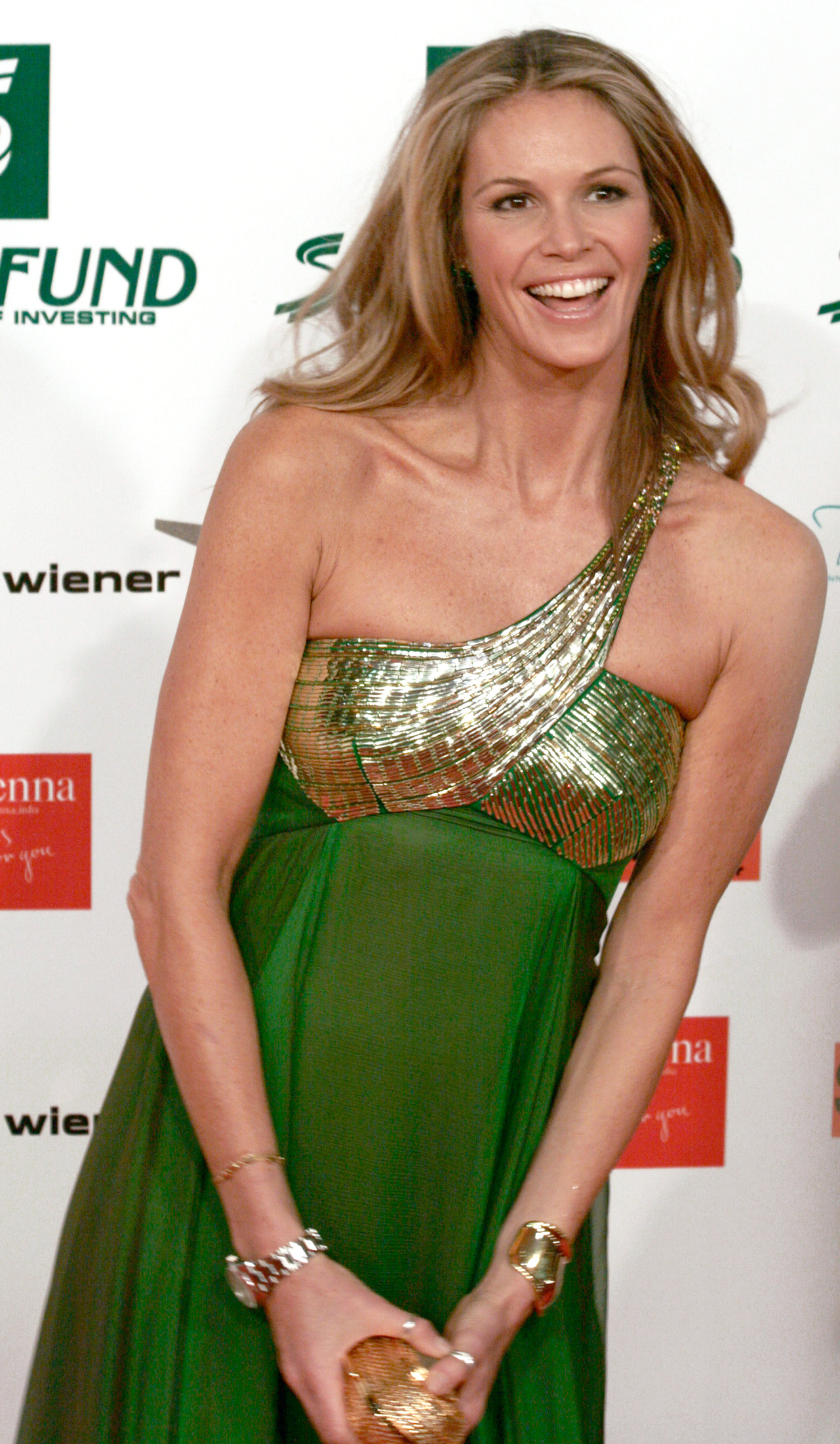
Macpherson al "Women’s World Awards" a Vienna (2009)

Parallelamente alla carriera di modella, Elle Macpherson ha assiduamente lavorato anche come attrice in diverse produzioni hollywoodiane come Batman & Robin, Sirene, L'urlo dell'odio, L'amore ha due facce. Inoltre è anche comparsa come guest star in alcune serie televisive come Friends e ha lavorato nel film di Carlo Vanzina South Kensington. Ha fatto parte anche del cast della serie televisiva A Girl Thing, dove ha interpretato un'avvocatessa che inizia una storia d'amore con una art designer lesbica interpretata da Kate Capshaw.
Assieme alle colleghe Christy Turlington, Naomi Campbell e Claudia Schiffer è stata proprietaria della catena di ristoranti Fashion Cafè.
È proprietaria di un'azienda di biancheria intima, la Elle Macpherson Intimates.
Insieme alla collega Naomi Campbell ha anche presentato l'edizione 2001 di Miss Universo.
Il 2 febbraio 2010 è stata scelta come nuova conduttrice e produttrice esecutiva dell'edizione 2010 dello show Britain's Next Top Model. Nel 2012 ha presentato sulla NBC anche il reality show Fashion Star (trasmesso in Italia su Real Time).

## Vita privata
Fluente in francese, in italiano e in spagnolo, Elle Macpherson è stata sposata dal 1986 al 1989 con il fotografo di moda Gilles Bensimon. Dalla relazione con il finanziere francese Arpard Busson ha avuto due figli.
Macpherson e l'imprenditore edile Jeffrey Soffer si sono fidanzati ufficialmente nel marzo 2013 e sono convolati a nozze nell'agosto successivo. Si sono poi separati nel 2017. Dal 2018 al 2021 è stata fidanzata con Andrew Wakefield, il medico britannico radiato dall'albo per aver sostenuto la correlazione tra vaccini ed autismo.
Il 3 settembre 2024 rivela di avere un tumore al seno da sette anni, ma di aver sempre rifiutato le cure mediche, preferendo a esse le terapie sperimentali.

## Controversie
Nel 2020 ha dichiarato a proposito del vaccino contro il COVID-19 che «Non vaccinarsi è sacro e divino» scatenando polemiche.

## Filmografia

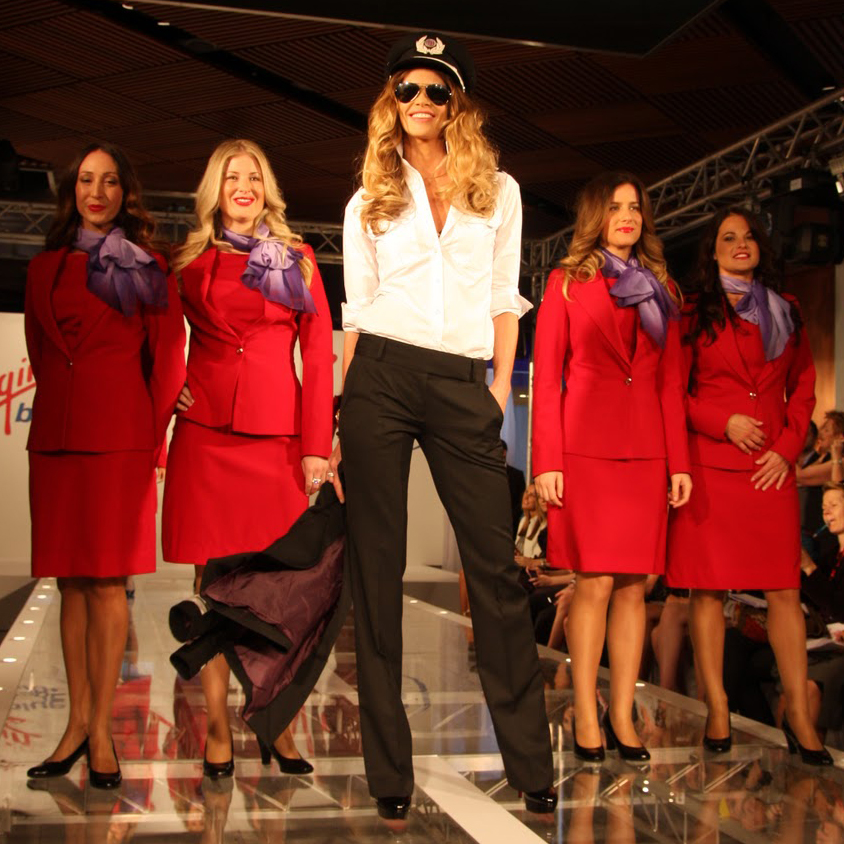
Macpherson (al centro) modella per Virgin Australia nell'ottobre 2011

### Cinema
- Alice, regia di Woody Allen (1990)
- Sirene (Sirens), regia di John Duigan (1994)
- Jane Eyre, regia di Franco Zeffirelli (1996)
- Appuntamento col ponte (If Lucy Fell), regia di Eric Schaeffer (1996)
- L'amore ha due facce (The Mirror Has Two Faces), regia di Barbra Streisand (1996)
- Batman & Robin, regia di Joel Schumacher (1997)
- L'urlo dell'odio (The Edge), regia di Lee Tamahori (1997)
- With Friends Like These..., regia di Philip Frank Messina (1998)
- South Kensington, regia di Carlo Vanzina (2001)

### Televisione
- Friends - 5 episodi (1999-2000)
- A Girl Thing, regia di Lee Rose (2001)
- The Beautiful Life - 4 episodi (2009)

## Programmi televisivi
- Britain's Next Top Model - (2010 - 2013)

## Agenzie
- Louisa Models
- Storm Model Agency
- D Management Group
- City Models - Parigi
- New York Model Management
- L.A. Models

## Doppiatrici italiane
- Micaela Esdra in Appuntamento col ponte, L'amore ha due facce
- Daniela Cavallini in Batman & Robin
- Serena Verdirosi in L'urlo dell'odio, Friends
- Rosalba Caramoni in Jane Eyre